# Ferry Porsche

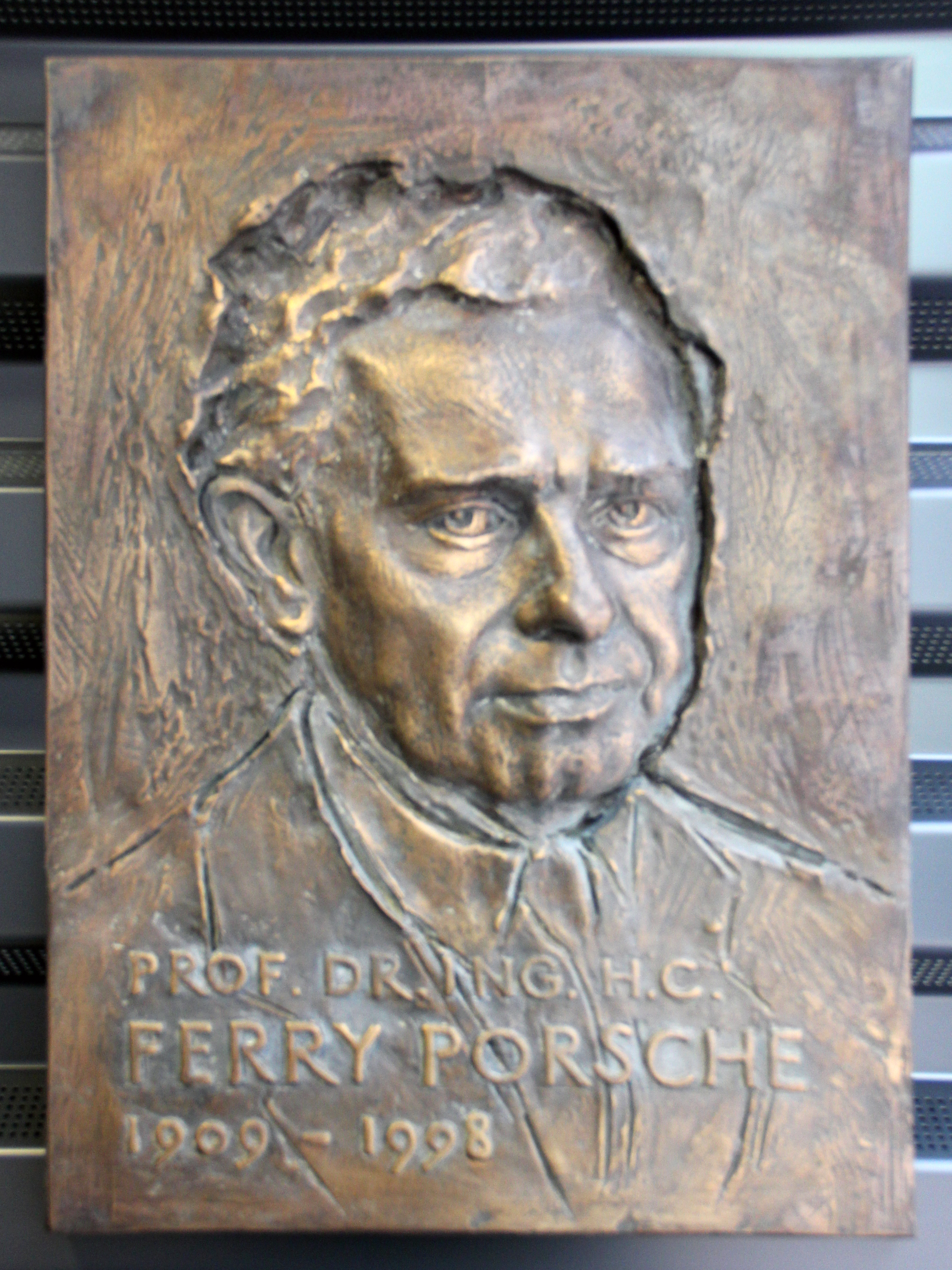
Gedenkplaat voor Ferry Porsche in Kleinmachnow

Ferdinand Anton Ernst (Ferry) Porsche (Wiener Neustadt, 19 september 1909 – Zell am See, 27 maart 1998) was een Oostenrijks technisch auto-ontwerper en ondernemer die de leiding had over Porsche AG in Stuttgart (Duitsland). Zijn vader, Ferdinand Porsche sr, was eveneens een vermaard auto-technicus. Zijn zoon, Ferdinand Alexander Porsche ("Butzi"), was betrokken bij het ontwerp van de 911 en zijn neef, dr. Ferdinand Piëch, was bestuursvoorzitter van Volkswagen van 1993 tot 2002.
Het leven van Ferry Porsche was nauw verbonden met dat van zijn vader Ferdinand Porsche senior, die Ferry al op jonge leeftijd wegwijs maakte in de autotechniek. In 1931 openden ze samen een auto-ontwerpbureau in Stuttgart. Bij de ontwikkeling van de eerste Volkswagen - aanvankelijk Porsche (Model) 60 genoemd - door Porsche sr., was Ferry Porsche aanwezig om bijvoorbeeld modellen te testen. In 1938, toen zijn vader verhuisde naar de nieuwe Volkswagenfabriek in Wolfsburg, werd Ferry assistent-manager van het bureau.
Na de Tweede Wereldoorlog begon Ferry in 1947 in het ontwerpbureau in Gmünd met de ontwikkeling van de sportauto waarover hij tijdens de oorlog zoveel had gedroomd. Dit leidde tot het ontstaan van de 356, die voor het eerst verscheen in 1948. Toen in 1965 de productie werd beëindigd, waren er 78.000 stuks van het model verkocht.
Na de dood van zijn vader in 1951 was Ferry Porsche de belangrijkste man binnen het bedrijf als algeheel manager en bestuursvoorzitter, totdat de bedrijfsstructuur in 1972 werd aangepast en hij erebestuurslid werd.
In 1989 stopte hij definitief met zijn activiteiten en keerde Ferry terug naar zijn boerderij in Zell am See. Bij de viering van het 30-jarig bestaan van de Porsche 911 in Stuttgart en Ludwigsburg was hij ondanks zijn slechte gezondheid aanwezig om handtekeningen uit te delen en een auto te besturen.
Ferdinand Porsche stierf op 88-jarige leeftijd, 74 dagen voor de vijftigste verjaardag van het bedrijf.

## Naslagwerk
- (de)  Molter, Günther Ferry Porsche: mein Leben, Motorbuch-Verlag ISBN 9783613035010

- Bibliothèque nationale de France: cb12199615b (data)
- CiNii: DA07069821
- Gemeinsame Normdatei: 11859589X
- International Standard Name Identifier: 0000 0000 8180 4991
- Library of Congress Control Number: n91051437
- Bibliotheek van het Japanse parlement: 00453137
- Istituto Centrale per il Catalogo Unico: PALV038426
- Virtual International Authority File: 112917583
- WorldCat: E39PBJjXhDxpDQQptTRmwddqQq